# Salaria Kea
Pour les articles homonymes, voir Kea.
Salaria Kea-O'Reilly, née le 13 juillet 1913 à Milledgeville dans l’État de Géorgie et morte le 18 mai 1991 à Akron dans l'Ohio, est une militante et infirmière américaine. Elle lutte aux États-Unis contre la ségrégation raciale. Elle s'engage en mars 1937 dans les Brigades internationales lors de la guerre civile espagnole, où elle est la seule infirmière afro-américaine du bataillon Abraham Lincoln,. Pendant la Seconde Guerre mondiale elle est une des premières Noires recrutées comme personnel médical de l'United States Army.

## Biographie

### Jeunesse
Salaria Kea (parfois Kee) naît le 13 juillet 1913 à Milledgeville, en Géorgie. Elle vit à Columbus, où son père George (1883-1914) est jardinier à l'hôpital psychiatrique de l'Ohio : un patient l'y poignarde mortellement alors que Salaria est encore bébé. La famille Kea déménage alors à Akron, puis la mère, Vertie, rentre en Géorgie, laissant Salaria aux soins de ses trois frères aînés.
Salaria souhaite devenir infirmière, mais la politique de ségrégation raciale en vigueur dans l’État lui ferme cette voie. Elle emménage donc à New York en 1930, où elle s'inscrit à l'école d'infirmière de l'hôpital de Harlem. Pendant ces années universitaires, elle parvient à mettre fin à la ségrégation dans la salle à manger du personnel de l'hôpital de Harlem et obtient quelques améliorations des conditions de travail des infirmières afro-américaines.

### Engagement politique et humanitaire
Diplôme en poche en 1934, la jeune fille reste à New York et devient infirmière en chef du Seaview Hospital. Là, elle s'engage en politique auprès de la gauche américaine ; elle adhère au Parti communiste américain en 1935.
Pendant la seconde guerre italo-éthiopienne en 1935, Salaria Kea et ses collègues infirmières collectent des fonds pour envoyer des fournitures médicales aux troupes éthiopiennes. Elle envisage de gagner l’Éthiopie mais l'empereur Haile Selassie refuse les volontaires étrangers.
En 1936, elle propose ses service à la Croix-Rouge américaine pour aider les victimes d'inondations dans le Midwest : elle est refusée en raison de son appartenance ethnique.

### Guerre d'Espagne
Cette même année éclate la guerre civile espagnole : Kea, fermement antifasciste, commence par donner des conférences à travers les États-Unis pour lever des fonds pour les Républicains, puis se porte volontaire pour servir dans les Brigades internationales. Elle s'embarque le 27 mars 1937 à bord du SS Paris avec douze autres infirmières et un groupe de médecins dirigés par le chirurgien Edward K. Barsky, qui va diriger le Service sanitaire républicain de la zone catalane.
Débarquée en Espagne le 7 avril, elle rejoint le bureau médical américain qui œuvre avec le bataillon Abraham Lincoln.
À son arrivée en Espagne, Kea participe à l'établissement de l'hôpital de campagne à Villa Paz à Saelices près de Madrid. Elle y fait la connaissance d'un soldat irlandais blessé, John Patrick O'Reilly ; ils se marient à l'hôpital, avant que la guerre ne les sépare pour un temps. Capturée par les forces nationalistes, elle parvient à s'échapper avec l'aide de Brigadistes après six semaines de détention.
Début 1938, elle est transférée successivement dans différentes unités en Aragon, à Lérida puis à Barcelone. Gravement blessée lors d'un bombardement nationaliste, elle rentre aux États-Unis en mai à bord du Normandie. La même année, elle couche sur le papier ses souvenirs d'Espagne : ils seront publiés sous le titre Salaria Kea: A Negro Nurse in Republican Spain.

### Seconde Guerre mondiale
En 1940, John O'Reilly est autorisé à immigrer aux États-Unis, est enrôlé dans le Corps d'ingénieurs de l'armée des États-Unis, et part pour l'Europe. Au début de 1944, Kea fait partie du premier groupe d'infirmières afro-américaines bénévoles que l'armée recrute, malgré son allégeance communiste. Le couple affronte un racisme violent : à Akron, ils font face à des menaces personnelles et subissent des dommages matériels. Kea évoque souvent son passage dans les Brigades internationales au nombre des meilleurs jours de sa vie puisqu'ils n'étaient pas victimes de discrimination.

### Fin de vie
Après la guerre, la famille O'Reilly s'installe à New York, où Kea travaille dans plusieurs hôpitaux et y coordonne la déségrégation du personnel.
En 1973, le couple prend sa retraite à Akron, où Salaria meurt le 18 mai 1991, après John en 1987.